# Рустам-хан
Рустам-хан — уцмий Кайтага в период 1609 — 1646 (1638). Внёс значимый вклад в историю Дагестана. Один из руководителей обороны Дагестана от персидских захватчиков.

## Приход к власти
Рустам-хан захватил власть в Кайтаге, убив старшего брата Амир-Хамзу. Когда Рустам-хан убил брата, сыну его брата Амирхан-Султану удалось бежать в Иран. Там он стал сторонником шаха и принял второе имя — Аббас Кули-хан («раб Аббаса»). Спустя 30 лет после бегства из Кайтага, иранские власти решили реализовать через него свои планы, относительно уцмийства. Он был не против использовать возможность для реванша и отомстить дяде за смерть своего отца.

## Внешняя политика

### Изгнание турок из Дербента

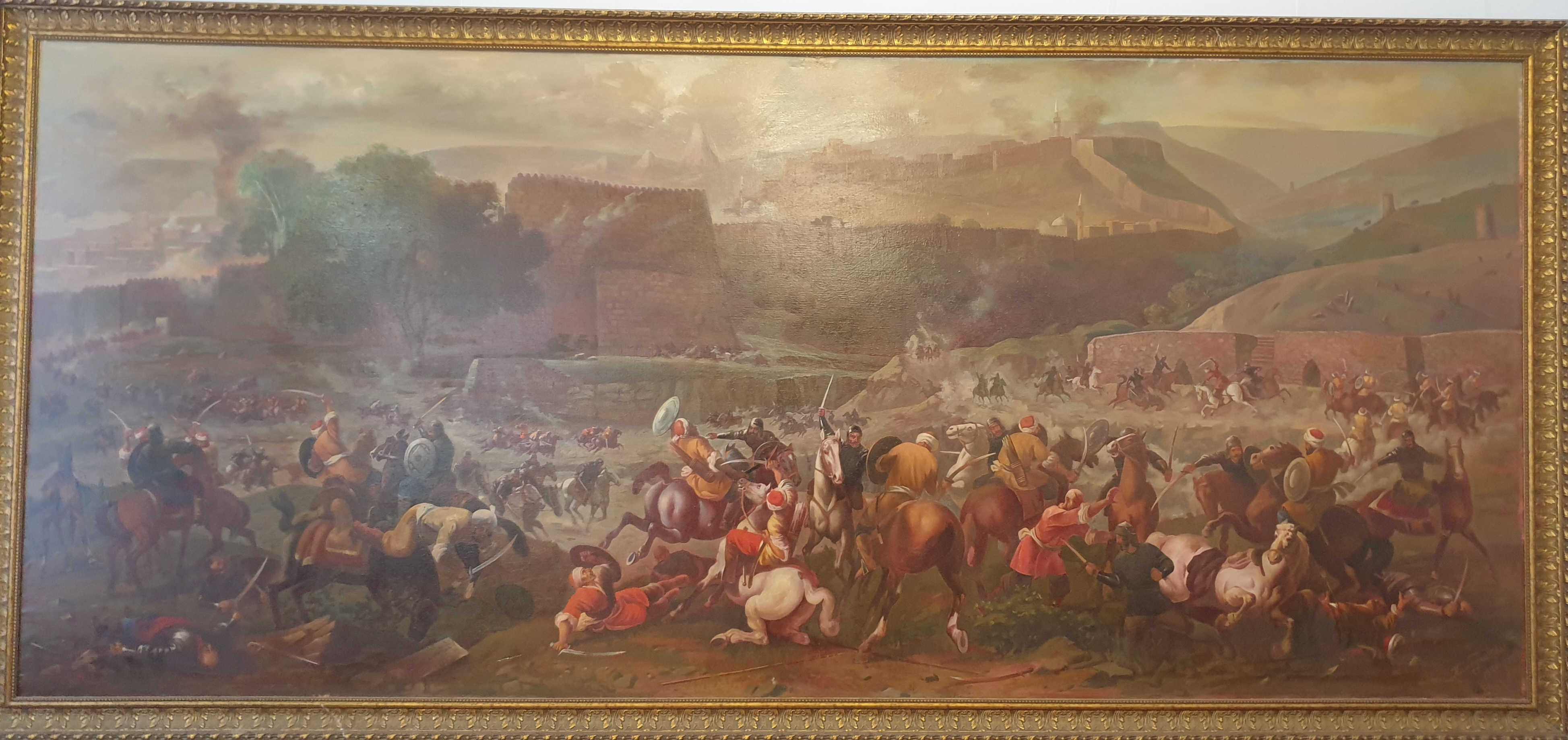
Картина Камбулатовых «Антитурецкое восстание в Дербенте в 1606 году». 1996-1996 гг. Национальный музей Республики Дагестан им. А. Тахо-Годи

В 1606 году дербентцы восстали против турецкого гарнизона, но скоро, убедившись, что сил у них недостаточно, горожане обратились за помощью к Рустам-хану. Рустам-хан с 300 кайтагскими всадниками и Хаджи-Мухаммедом, главой дербентских повстанцев, вскоре овладели городом, но Нарын-кала оставалась в руках турецкого отряда. Наступавшие взрывами сделали несколько проломов в стенах и ворвались в крепость, после чего командир турок Хызыр-Хасан капитулировал. Была одержана быстрая и полная победа. Общее командование завершающим боем осуществлял Рустам-хан. После изгнания турок из Дербента Иран получил возможность активно влиять на Дагестан, вмешиваться в политические процессы, происходящие в различных частях региона, в том числе и Кайтаге.

### Антииранское восстание
Отношения Дагестана с Ираном заметно ухудшились после разгрома войск Табасарана ширванским Зульфугар-ханом. В битве в 1608 году погибло более тысячи человек из числа табасаранского войска. Чтобы урегулировать конфликт, Аббас I отправил Карчигай-хана после чего, согласно тайному шахскому приказу, Зульфугар-хан был убит. Убийство нелюбимого дагестанцами Зульфугархана в 1611 году помогло Карчигай-хану уладить дела с Дагестаном.
Однако это спокойствие длилось не долго, так как Аббас I не хотел довольствоваться тем, что он уже имеет. Он перешел к политике насильственного подчинения Дагестана, для чего организовал ряд походов в горные районы южного и северного Дагестана.
В 1611-1612 годах персидские войска во главе с Юсуп-ханом вторглись на территории верхнедаргинцев, помогая Гирею Тарковскому удержать даргинцев в составе шамхальства. Войска Юсуп-хана и Гирея Тарковского потерпели поражение, потеряв убитыми 2 тысячи человек, даргинцы же потеряли 4400 человек убитыми, оказавшись разбитыми, но отстояли независимость. Поход повторился в 1613-1614 годах, но также проигрышно.

Антииранские волнения охватили и Кайтаг. Проходили кровопролитные сражения в 1614-1615 годах на табасаранских и кайтагских землях против шахских войск. Древняя арабская рукописная запись, найденная в селении Хурик, гласит:  
«Тарих. О сражении табасаранцев с кызылбашами. Состоялось большое сражение. Кызылбаши день за днем захватывали аул за аулом Табасарана и Кайтага и победили. И перебив многих, кызылбаши ушли. Дата 1024 г.х. [от 31 января 1615 года — 19 января 1616 года]».
К 1615 году освободительное движение прошло и в Кайтаге. Не долго оставаясь в Дагестане, персидские войска отступили.
Вторжение персидских войск в Кайтаг заставило уцмия пересмотреть отношения с Ираном. В 1616 году во время карательной похода шаха Аббаса I в Грузию «... Рустам-хан, уцмий кайтагский, прибыл лично к шаху для изъявления преданности. Шах принял его благосклонно на берегу реки Алгети, наделил его подарками и выдал грамоту на управление Дербентом».
Ради сохранения независимости своего владения Рустам-хан часто обращался к политике маневрирования.
В 1615 году русский посол в Иране Г. Шахматов предупредил шаха о нежелательности похода иранских войск в Дагестан. Шах Аббас I не стал отказывать Москве. Это обстоятельство заставило шаха свернуть военные действия в Табасаране и Кайтаге в 1615 году и отказаться от походов на кумыкские владения, правители которых присягнули на верность царю в 1614 году.
Заступничество России за Дагестан усилило симпатии дагестанских владетелей к Москве.

Царь рафидитов Аббас I, дабы прекратить восстание, послал вместе с войсками эмира по имени Хаджихан, подкупившего амиров и старейшин Дагестана. С помощью взяток рафидиты легко проникли в Дагестанские владения. Рустам-хан находился в то время в Баршли, но Хаджихан захватил город и всю близлежащую равнину. Уцмий отправился в Кала-Курайши для восстановления сил. Спустя несколько лет было решено дать отпор захватчикам. Он обошёл дагестанские селения, собрал там улемов и раисов, посовещался с ними и в присутствии амиров Дагестана и старейшин Баршли сказал: 
«Разве борьба (джихад) не долг каждого мусульманина, когда врываются неверные и нечестивые в землю ислама?! Или вы не убоитесь Аллаха и не постыдитесь посланника Аллаха в день воскресения? Что вы ответите в день воскресения, когда посланник будет своими устами порицать вас?»
После совещания дагестанцы решили помочь уцмию в войне. Они освободили Баршли и изгнали рафидитов с дагестанских земель.
Уцмий принимал участие в съездах феодальных владетелей. Такие съезды созывались в первой половине, когда возникала угроза вторжения иранских войск и необходимость принятия мер защиты от них. Съезды проходили в 1615, 1617, 1618, 1621, 1632, 1633 годах.

### Отношения с Тарковском шамхальством и Эндиреевским княжеством
Взаимоотношения уцмиев Кайтага и Тарковских владетелей укреплялись междинастическими браками. Две дочери уцмия были замужем за двумя сыновьями шамхала Илдара Имамризой и Гиреем, из-за чего они считались «сильнее всех во всех горах», и ещё одна дочь была замужем за Султан-мутом.
Когда в 1632 году между Султан-Мутом и Илдаром обострились отношения, Рустам-хан лично мирил своих зятьев: в декабре 1632 году побывал в Тарках, Эндери и добился примирения. А. Н. Головин сообщал в Посольский приказ в Москву, что если примирение владетелей Тарков и Эндирея приведет к объединенной «Кумыцкой земле», то, вероятнее всего, она отпадает от России. В Москве разделяли эти опасения, известен даже совет воеводе ссорить этих кумыцких владетелей «....единолично промышлять неоплошно, чтоб им помириться и в соединенье быти не дати».
Кайтагское уцмийство принимало участие и в междоусобицах кумыкских правителей. В 1643 году война Эндиреевского и Тарковского правителей закончилось походом на Тарки Эндиреевского князя. В этом участвовал и Рустам-хан. Напавшие сожгли в Тарки дом Сурхая, сына Гирея, перебили многих людей и захватили много пленных, включая его жен.
Из-за этого в междоусобной борьбе за уцмийскую власть в Кайтаге в 1645-1646 годах Сурхай выступил против Рустам-хана, поддержав Амирхан-Султана.
Эндиреевский правитель Казаналп в 1645 году активно помогал уцмию Рустам-хану.
В 1646 году войско Сурхая стояло под Утамышем и шамхал созывал туда других правителей для похода на Рустам-хана.

### Отношения с Россией
После политического заступничества России за Дагестан перед Ираном в 1615 году Рустам-хан идет к сближению с Россией. В 1616 году в Терки к П. Приклонскому прибыл «уцмиев дядька Баклый» и провел переговоры об условиях присяги Рустам-хана царю. Воевода дал знать об этом в Москву, подключив к этому делу своих союзников - Гирея и Илдара Тарковских. Так как шамхалы не были заинтересованы в дружбе Рустам-хана с Россией, переговоры закончились неудачно, хотя согласие из Москвы пришло.
В 1617-1618 годах переговоры уцмия с русскими властями о подданстве продолжились. Кабардинский князь Сунчалею предоставляет новому воеводу Н. Вельяминову: «...и сказал князь Сунчалей мне, что уцмий де князь кайдацкий в горах человек первый и людьми силен, никому не служит - ни турскому, ни крымскому, ни кызылбашскому - не голдует и ясаку не дает, а человек де он гордой, против Гирея - князя не вставая шапки не сымает, и Гирей де перед ним з братом своим с Илдаром вместе не садятся и стоят на коленках». Он также пишет: «никаго де уцмей, князь кайдацкой, тебе, государство, оманат в Терский город не дает, лише де даст ли будет или нет шерть, потому что человек де он самовластной и гордой, от Терского города удален и ни которой-де боязни себе не имеет, земляде его в крепких местах..».
Вельяминов отправил в Кайтаг своего представителя. Рустам-хан и согласился на службу царю, «..уцмей де князь... сказал, что он тебе, великому государю, служите и прямите и быта под твоею царскою высокою рукою рад...».
После этого в Терки прибыла делегация с письмом от Рустам-хана. Там уцмий поднимал вопрос о своих торговых людях, о том, чтобы им на Тереке не было никаких притеснений, обещая, в свою очередь, свободный проезд и охрану через Кайтаг российским торговцам. В письме также говорилось, что Рустам-хан готов «великому государю служите лутче Гирея-князя и Илдара-мурзы». Но переговоры и на этот раз не дали результатов. Видимо, уцмия не устроили поставленные перед ним условия: отдать аманатов и лично явиться в Терки для дачи присяги. Переговоры не возобновлялись до 1625 года.

В 1625 году уцмий освобождает из плена русского сотника С. Огибалова по просьбе терских воевод, посредником между Терки и Кайтагом выступил сын Ильдара Тарковского — Амирхан. В мае 1625 года Рустам-хан посылает в Терки «дядьку своего Бадархана да узденя своего Алибека бита челом государю» о подданстве. На этот раз он согласился прислать своего сына аманатом в Терки, но к результатам переговоры не привели. Хоть воевода и поддерживал это. Он сообщал в Москву о важности для надежных связей с Ираном, так как обойти Кайтаг невозможно, а грабежи там продолжались, 
«Уцмий государевых торговых людей мимо своих деревень не пропущает и их грабит, а объехать сухим путем уцмиевых деревень нельзя».
В 1627 году, по сообщению терских воевод В. Щербатова и С. Татищева в Москву, шамхал Ильдар при поездке в Шемаху якобы сумел склонить уцмия Рустам-хана к присяге царю. Он соглашался выдать аманатом сына, а посредником пожелал видеть Илдара. Уцмий соглашался пропускать беспрепятственно русских купцов через свои владения, но взамен требовал открыть кайтагцам свободный доступ для торговли в Кабарду:
«...дорогу де я шамахинскую государевым людям очищу и ездить бы им государевым людям мимо мои кабаки безстрашно и безпошлинно, а меня бы де государь пожаловал велел пропускать в Кабарду и людей моих с торгом и государевым людям ездить ко мне безстрашно, а нашим бы людям ездить ко государевым людям также же безстрашно...».
Судя по дальнейшими событиям, шамхальское посредничество оказалось бесполезным, уцмий не принял присяги русскому царю.
Летом 1631 года в связи с серьёзным усилением Ирана на Северном Кавказе уцмий отправил письмо, в котором сообщал царю Михаилу Федоровичу о готовности быть на русской службе, надеясь при этом, на покровительство с его стороны.

В 1632 году посол Рустам-хана в Москве Шамсей сообщал, что уцмий перебил своих двоюродных братьев, объясняя это их проиранской ориентацией:
«... а хотели братья ево двоюродные после смерти отца своего быти у кызылбашского шаха в подданных, и он де уцмей зазвал их к себе, побил до смерти».
В мае 1632 года вместе отправлена грамота Михаила Федоровича о принятии его в русское подданство с обещанием оказывать ему военную помощь против его «недругов». Ему пожалованы богатые подарки с предложением приехать в Терский городок для принятия присяги и выдачи аманатов. Рустам-хан отказался ехать в Терки и давать там аманатов. Он также запретил посылать аманатом в Терки младшего сына Султан-Мута, матерью которого была дочь уцмия.
В своей присяге на Коране о службе царю Михаилу Романову от 7 декабря 1634 года уцмий Рустем-Хан упоминает среди своих подданных служилых кумычан. Расул Магомедов отождествляет их с дружинниками уцмия из Башлы, Ю. М. Идрисов в слове "кумычане" видит кумыков, обычное название населения равнинной части Кайтага, из которых в основном формировался класс служилых людей — то есть постоянных воинов.

В середине 1634 года уцмий отправил царю письмо:
«... учинился есми со всеми своими людьми с шесдесять тысячьми государю в холопстве и все свое государство Кайдацкую землю учинил тебе, государю, в холопстве, и учинился есми государь, твоему государеву другу другом, а недругу твоему государеву недругом, и земля моя твоя, государева земля, и чтоб твои, государевы, послы и купчины через Кайдацкую землю ходили безо всякого опасенья».
Вскоре в Кайтаг прибыл П. Лукин с подарками для уговора уцмия поехать в Терки и, согласно царскому указу, присягнуть именно там. Уцмий категорически отказался, объяснив тем, что он и так считает себя подданным царя, к тому же ехать небезопасно, поскольку Кайтаг был отделен двумя враждующими кумыкскими владениями. В Кайтаге он соглашался присягнуть.
«... уцмей ныне говорит, что шертвовать в Терский город и на Быструю реку на Кизларский перевоз ехать не мочно, что ево земля от Терского города отдалена через Шевкалову и Салтан-Магмутову землю ехати ему опасно, и оманатов не дает, а шертвует у себя в Кайдаках за себя и за детей своих и за братью и за всю Кайдацкую землю».
Воевода сообщал, что Султан-Мут пытался отговорить уцмия от присяги, но бесполезно.

#### Принятие вассалитета
В итоге ему было разрешено присягнуть в Квйтаге. Уцмию передавались дары: 
«Кубок серебрян золочен с кровлею [с крышкой], шуба-атлас золтный на соболях [соболья шуба с атласной подкладкой], однорядка скарлатна чревата с кружевом [кафтан однобортный из красного сукна багрового оттенка с кружевами], шапка лисья черная, лисья шкура черная, два сорока соболей [80 шкурок]».
По условиям присяги уцмий обязывался:
- "к турскому султану, и в Крым, и в Ногай и ни в которые государства от царского величества не отступи";
- быть вместе с родными и подданными «под рукою царя ... навек неотступно»;
- служить царю и его сыновьям;
- не желать и не замышлять конфликтов с государевыми людьми;
- в случае приказа царя выступать со своим войском против его врагов, преследовать и покорять их без всяких уклонений;
- государевым людям не делать никакого зла, беспрепятственно пропускать их «к шаху и назад» (в Дербент);
- если терские воеводы действуют по «государеву указу», то подчиняться их указаниям;
- разрешается свободный путь в Терки, но и следующих оттуда свободно пропускать через Кайтаг и не притеснять;
- не нападать на казаков и служилых людей в момент их промысла (лесного и рыбного, речного и морского), не брать их в плен, не задерживать силой, не продавать в рабство, не убивать;
- не делать никаких набегов на Терский городок, не угонять их табунов и стад;
- не вступать в союз с Султан-Мутом и его людьми, а мир с ними заключить только по указу царя, сообщать воеводам о замыслах кумыкских и кабардинских князей, мурз, узденей против Терского городка;
- воевать вместе со своим войском там, где велит царь — без непослушания, измены или связи с противником[34].

Договор больше напоминает вассальный договор. Он также носит краткосрочный характер, поскольку касается уцмия, его детей и племянников с царем Михаилом Федоровичем и его сыновьями, другие потомки не упомянуты. Срок действия договора определяется сроком одного — максимум двух поколений. Отсутствуют какие-либо подати или экономические уступки. Наоборот, предусмотрено жалованье князю за службу и торговые пошлины в его пользу. Подчеркнута независимость Рустам-хана от местных властей: их указания уцмий выполняет, только если они действуют по указу царя. Не определены санкции за несоблюдение этих статей. 
«В сентябре 1635 г. в Кремле смотрели друг на друга два человека - царь Михаил Феродович и брат уцмия Рустам-хана Бадархан-бек. Их встреча завершила первый шаг, сделанный старинным даргинским княжеством в иной культурно-исторический мир, этим было отмечено включение Кайтага в систему Российской державы».

### Конфликт с Ираном
В 1638 году в связи с угрозой со стороны сефевидского Ирана «..Кайтагский правитель уцмий Рустам-хан, став сторонником Турецкой империи, предпринял шаги, направленные к тому, чтобы вывести дагестанцев из повиновения шаху Сафи. В противовес растущему влиянию уцмия Рустам-хана иранские власти «поддержали и подкрепили Сурхай-мирзу, сына Эльдар-шамхала, назначив его шамхалом, признанным в этом звании и русским старцем Михаилом Федоровичем».
Это, а также завершение войны с Турцией, активизировало шаха Сефи I, который решил построить 5 крепостей в Дагестане: «... в Табасаранцах, да у уцмея Кайдатцкого, да в Буйнаках, да на Койсе» и в Тарках, в Кайтагской крепости намечалось поставить гарнизон в 500 воинов. Постройка крепостей представляла масштабную угрозу для независимости Дагестана, Сефи I предполагал направить в Дагестан 30-тысячное войско под предлогом помощи Сурхаю.
В знак протеста дагестанские владельцы присягнули России, которая оказала воздействие на шаха. Шаху в 1642 году было зявлено: «царскому величеству самомуто надобно, чтобы на Койсе и Тарках города поставить, потому что та земля царского величества». Благодаря России план Ирана в отношении Дагестана не был реализован.
В 1642 году шахские чиновники в Дербенте говорили русским послам, что «уцмий шаховых людей грабит и побивает», «кайтагцы стали самовольны и никого не слушают». Шахские власти сваливали на уцмия эпизод с убийством в июле 1637 года польского посла Феофила фон Шенеберга, хотя было известно, что посольство было перебито жителями Бойнака, и на их земле.
В 1642 году шах Сефи I, незадолго до своей смерти, собирался послать на уцмия свое войско. Вставший в Персии у власти Аббас II продолжал экспансионистскую политику своего в отношении Дагестана. Аббас II в 1645 году начал вытеснять русских с Северного Кавказа, разжигал феодальные междоусобицы в Дагестане. Шах Аббас II открыто вмешался во внутренние дела уцмийства, используя борьбу за власть в Кайтаге между янгикентской и маджалисской линиями этой династии.

## Междоусобная война в Кайтаге
К сороковым годам род кайтагского уцмия разделился на две линии. Старшая из них имела свое пребывание в Маджалисе, а младшая в Янгикенте. «Из этих двух линий старшие и способнейшие в роде поочередно получали достоинство уцмия». Кто становился уцмием, тот должен был со своей семьей выезжать и поселяться в селении Башлы, где и выполнял функции управления. Рустам-хан принадлежал к янгикенской ветви.
В первой половине 40-х годов между ними разразилась настоящая война. Янгикентские напали на Маджалис и истребили всю старшую линию, за исключением малолетнего Гусейн-хана, которого спас его молочный брат.
Иран воспользовался междоусобицей в Кайтаге, чтобы смести с престола неугодного им уцмия Рустам-хана, который стал больше ориентироваться на Россию и Турцию. Шахская власть выдвинула Амирхан-Султана, племянника Рустам-хана, сына уцмия Амир-Хамзы.

В 1645 году Амирхан-Султан с помощью войск шаха Аббаса II вторгся в уцмийство, установив свою власть Нижнем Кайтаге, Рустам-хан закрепился в Верхнем Кайтаге (горной части уцмийства). После года войны оба пришли к мирному соглашению и поделили уцмийство на две части: 
«Прежний уцмий с новым уцмием помирился на том, что ему, Рустам-хану, жить в Кара-Курешах, и Аббас-Кули-хану [Амир-хану] житии в сайдаках».
Оба соперника помирились «на том, что его, прежнего уцмея, не изгонять, а жить ему в Кара-Куречах, и нового уцмея, Амирхан-Солтановых людей ему, прежнему уцмею, не побивать».
После 1646 года источники не упоминают Рустам-хана, уцмием полноценно стал Амирхан-Султан.

## Внутренняя политика

### Свод законов
В начале XVII века Рустам-хан издал свод законов на диалектах даргинского языка, это был один из самых ранних памятников права на территории Дагестана. Это решение помогло в урегулировании взаимоотношений между различными слоями общества, населявших Кайтаг. В нём говорилось:
«Государству без талкана (правителя), Дарго без суда, стаду без пастуха, войску без разумного, селу без головы — не быть».
Позже сборник был также переведен на арабский и русский языки.

## Оценки правления
наиболее колоритной фигурой в истории Кайтага XVII в. признается уцмий Рустам-хан. Уцмий Рустам-хан был известен как один из влиятельных авторитетных и дальновидных политиков Дагестана изучаемого периода, который адекватно оценивал политическую ситуацию, тонко чувствовал изменения в Дагестане и на международной арене. Поэтому он применял различные механизмы в проведении внешней политики с могущественными соседними державами. Он ради сохранения независимости своего владения — часто обращался к политике маневрирования.
Муртазаев А. О.